# 후타바역
후타바역(일본어: 双葉駅, ふたばえき)은 일본 후쿠시마현 후타바군 후타바정에 있는 동일본 여객철도(JR동일본)의 철도역이다.

## 역 구조
2면 2선 구조의 지상역이다.

### 승강장
| 1 | ■ 조반선(상행) | 이와키·미토·우에노 방면 |
| 2 | ■ 조반선(하행) | 하라노마치·센다이 방면  |

## 역세권 정보
이 역 주변은 후쿠시마 제1 원자력 발전소 사고 영향을 받아 경계구역(警戒区域, 출입 금지 구역)이 되어있었다. 2013년 5월 28일부터는 귀환 곤란 구역(歸還困難区域, 출입 금지 구역)으로 지정되어 들어가는 것이 금지되었다. 2020년 3월 14일에 선행 해제가 되어 출입이 가능해졌다. 현재는 역/역전/마을까지만 출입할 수 있다.
- 후타바 정청(町廳, 町役場)
- 국도 제6호선
- 국도 제288호선
- 후타바 후생 병원(ja)
- 후타바 해수욕장(ja)

## 역사
- 1898년 8월 23일: 나가쓰카역(長塚駅, ながつかえき)으로 영업 개시.
- 1906년 11월 1일: 국유화.
- 1959년 10월 1일: 후타바역으로 명칭 변경.
- 1987년 4월 1일: 민영화에 따라 동일본 여객철도의 소속이 되었다.
- 1998년 10월: 역사 개축.
- 2011년 3월 11일: 동일본 대지진으로 영업 중단.
- 2020년 3월 14일: 도미오카-나미에 구간 재개통.

## 인접역
| 동일본 여객철도 조반선 | 동일본 여객철도 조반선 | 동일본 여객철도 조반선 |
| ---------------------- | ---------------------- | ---------------------- |
| 오노 이와키 방면       | ■ 보통                 | 나미에 센다이 방면     |